# In the Attic
In the Attic je indie rock bend iz Ljubljane z mednarodno zasedbo: sestavljajo ga Slovenec Edvard Hadalin (kitarist), Rusinja Tatiana Smirnova (pevka in klaviaturistka) in Avstralec Christopher »Chris« Charlesworth (bobnar, basist).

## Zgodovina
Skupina je nastala oktobra 2015 kot kvartet: poleg zdajšnjih treh je bil četrti član Luka Lah, ki je igral bobne, pa tudi violino. V tej postavi je Charlesworth igral bas kitaro. Spoznali so se na Britanski mednarodni šoli v Ljubljani, kjer so se med odmori srečevali v glasbeni sobi. Šola je takrat namreč imela dober (popoldanski) glasbeni program, ki ga je v okviru Britanske mednarodne glasbene šole (British International Music School) vodil Samuel Gustavsson. Tam je nekaj časa »učil« tudi Tomaž O. Rous, ki je pozneje postal njihov producent in mentor. V bend so se združili, ker so se želeli prijaviti na Špil ligo, kar jim je predlagal Gustavsson. Nanjo so bili tudi sprejeti (takrat je potekala 3. sezona, 2015/16) in prišli do finala, ki je bil 17. junija 2016 na Kongresnem trgu. Leta 2017 so postali trio, saj jih je zapustil Lah. Po njegovem odhodu je za bobne sedel Charlesworth, za bas linije pa je začela skrbeti tudi Smirnova na klaviaturah (keyboard bas ali synth-bass). Kot trio so prvič nastopili na Vičstocku 5. maja 2017 (oz. že na preddogodku Vičstock Unplugged, ki je bil aprila).
Začetek leta 2018 so na Youtubu objavili pesem »Shrooms«, 8. februarja pa video za »Down Down«, njihovo uglasbitev angleškega prevoda pesmi Daneta Zajca »Dol dol«, ki so jo pripravili za šolsko prireditev ob kulturnem prazniku. Maja 2018 so v samozaložbi (A Series of Unsocial Events) izdali konceptualni album Jimmy's, ki pripoveduje zgodbo namišljenega lika Jimmyja. Njegov izid je pospremil videospot za »Morphine Dreams«. Mesec pozneje, natančneje 22. junija, so postali zmagovalci 5. sezone Špil lige (2017/18); četrtfinalni nastop so imeli 12. januarja, polfinalnega pa 13. aprila. Tega leta so sodelovali tudi v 4. sezoni mladinske glasbeno-dokumentarne serije V svojem ritmu (TV Slovenija), ki je bila posneta leta 2018, predvajana pa od 7. januarja do 11. februarja 2019. V prvem krogu so premagali Garlik in se uvrstili v finale. Kot finalisti so v studiu Radia Slovenija posneli dve skladbi, »Danny Boy«, ki so jo morali v oddaji po svoje prirediti, in »The Beast«, ki sta digitalno izšli pri ZKP RTVSLO (V svojem ritmu 4 Vol. 2).
Po dveh novih singlih, »Fader« (december 2018) in »Stalker« (maj 2019), je 18. decembra 2019 sledil EP New Fears, ki ga je nekaj dni prej napovedal videospot za »City Where We Gonna Go«. Tako kot Jimmy’s so tudi tega (razen »The Beast«) posneli v BearTracks Studiu, pri obeh je bil producent Rous in tudi tega so samozaložili (A Series of Unsocial Events). Decembra 2020 so na radijske valove poslali novo skladbo »Everybody Always Dies«, ki je nakazala premik proti polju art rocka.
Leta 2021 so postali izbranci programa INES#talent (INES#talenti 2021 oz. INES#talents 2021) mreže evropskih showcase festivalov INES, katere del je tudi slovenski Ment, ki jih je nominiral. 22. februarja 2021 so gostovali v Izštekanih, 9. junija pa bodo nastopili na Mentu.

## Diskografija
Albumi in EP-ji
- 2018: Jimmy's
- 2019: New Fears

Singli
| Leto | Naslov                 | Videospot | Digitalni singel | Album/EP  |
| ---- | ---------------------- | --------- | ---------------- | --------- |
| 2018 | Shrooms                |           |                  | Jimmy's   |
| 2018 | Down Down              | ✓         |                  | —         |
| 2018 | Morphine Dreams        | ✓         |                  | Jimmy's   |
| 2018 | Fader                  | ✓         | ✓                | —         |
| 2019 | Stalker                | ✓         | ✓                | New Fears |
| 2019 | City Where We Gonna Go | ✓         |                  | New Fears |
| 2020 | Everybody Always Dies  |           | ✓                | —         |